# Bruno Laforestrie
Bruno Laforestrie, né le 4 août 1972 à Paris, est un dirigeant de médias. Il est directeur de la station de radio Mouv' de 2014 à 2022, président du Comité diversité et égalité de Radio France depuis octobre 2019, et directeur du développement et de Radio France Studios depuis février 2022.

## Formation
Bruno Laforestrie effectue sa scolarité au lycée Maurice-Ravel à Paris 20e (1983-1990) et obtient un baccalauréat scientifique en 1990. Il fait des études de gestion à université Paris-Dauphine MSG (1990-1994) et de communication/média à Institut d'études politiques de Paris (1994-1996).[réf. souhaitée]

## Carrière
Bruno Laforestrie co-fonde en 1996 avec Cyril Zimmermann, la société Hi-media spécialisée dans le marketing Internet, qui est introduite en Bourse en juin 2000 et devient une des principales entreprise du marketing électronique en France, puis en Europe.
Parallèlement, Bruno Laforestrie s'investit dans le domaine de l'édition de magazines musicaux (Radikal, Magic!, Vibrations) et de la radio en développant Générations, radio dédiée au hip-hop et aux cultures urbaines depuis 1996.
À la tête de la radio Générations 88.2 de 1996 à 2011, il lui permet de passer d'un statut de radio associative partageant une demi-fréquence avec Ici et Maintenant ! puis Paris Jazz, à une radio musicale et culturelle diffusée dans toute l'Île-de-France avec une audience très importante. Generations accompagne l émergence du rap français et de toute une génération d'artistes de Stand-up.
Il crée en 2002 l'association Hip Hop Citoyens qui fonde le festival Paris Hip Hop en 2004. Il dirige parallèlement la société Générations Développement, spécialisée dans la production audiovisuelle et digitale. La structure participe au lancement du projet Canalstreet.tv avec le Groupe Canal+ qui lance Issa Doumbia et Alban Ivanov. Il produit de nombreux programmes et documentaires pour la télévision (Parlez-Vous Cefran pour M6, Rap français rimes et châtiments, Les milliards du rap US, African Dream avec Jean-Pascal Zadi).
Il est un des rédacteurs du rapport sur les cultures urbaines en France remis en avril 2007 au ministre de la Culture Renaud Donnedieu de Vabres et du rapport sur l'entrepreneuriat dans les quartiers prioritaires remis au ministre chargé de la Ville François Lamy en décembre 2013. Il a participé depuis 2005 aux travaux du Club Averroes pour la promotion de la diversité dans les médias. Il est consulté dans le cadre du rapport 2011 remis au président du CSA.
Bruno Laforestrie est recruté par Mathieu Gallet à la direction de la radio Le Mouv' en mai 2014, qui connait une très forte baisse de ses audiences au point d'une remise en question de son existence sur la bande FM. Bruno Laforestrie amorce une relance du projet en rebaptisant la radio Mouv' en février 2015 et en la positionnant musicalement sur le hip-hop, tout en lui donnant une dimension sociétale par la mise en place d'émissions de débat et d'information comme Debattle ainsi qu' une très forte présence sur le terrain notamment dans le domaine de l'éducation aux médias,. Il est à l'initiative du projet Hip Hop symphonique qui réunit depuis 2015 et pour la première fois en France l'Orchestre philharmonique de Radio France et des artistes majeurs de la scène hip-hop. Cette initiative participe à la reconnaissance du rap et à son ouverture sur tous les publics. Mouv' connait une très forte progression de son audience pour atteindre 495 000 auditeurs en décembre 2021 contre 165 000 en 2014. En parallèle elle se développe sur les réseaux sociaux et sur Internet pour devenir le média global du service public en direction des jeunes. Bruno Laforestrie quitte la direction de Mouv en janvier 2022 alors que la radio atteint sa meilleure audience depuis sa relance en 2015 avec 484 000 auditeurs par jour. Il est nommé directeur du développement de Radio France et du studio Radio France.[source insuffisante]
À la suite de la création du centre culturel hip hop de la ville de Paris La Place en 2016, il siège à son conseil d'administration.
Sibyle Veil confirme Bruno Laforestrie dans ses fonctions lors de sa nomination en tant que PDG de Radio France et le nomme en octobre 2019 à la tête du Comité Diversité et Égalité de Radio France. Il a été nommé en septembre 2019 en tant que personnalité qualifiée au conseil stratégique de la Sas Pass Culture.[réf. souhaitée]

## Distinctions
Bruno Laforestrie a été le récipiendaire pour sa participation à la campagne pour la ratification du traité de Maastricht en 1992, de la bourse Joseph Bech remise en mars 1995 par François Mitterrand.
Il a été nommé chevalier de l'Ordre des Arts et des Lettres dans la promotion de janvier 2011.
Il a été  nommé chevalier de la légion d ‘honneur par le Président de la Republique Emmanuel Macron dans la promotion du 14 juillet 2025.

## Publications
Bruno Laforestrie a publié aux éditions Jean-Claude Lattès en octobre 2020 son premier livre Hasch, La Honte de la République dans lequel il livre une analyse politique et culturelle sur la société du cannabis en France. Le livre fait état de la taille substantielle de ce marché dans l'Hexagone, et critique le manque de prise en charge de ce marché par le gouvernement, un déni qui permet l'existence de poches économiques parallèles où les valeurs de la République sont bafouées. Il évoque les salaires de guetteurs équivalents à ceux des instituteurs, la facilité d'accès aux armes à feu, et la prostitution qui gravite autour de cette économie souterraine. Il suggère la légalisation pour percer l'abcès, et la création d'une filière CBD pour remplacer les emplois perdus dans les trafics de rue.